# 中国人民解放军天津市军事管制委员会

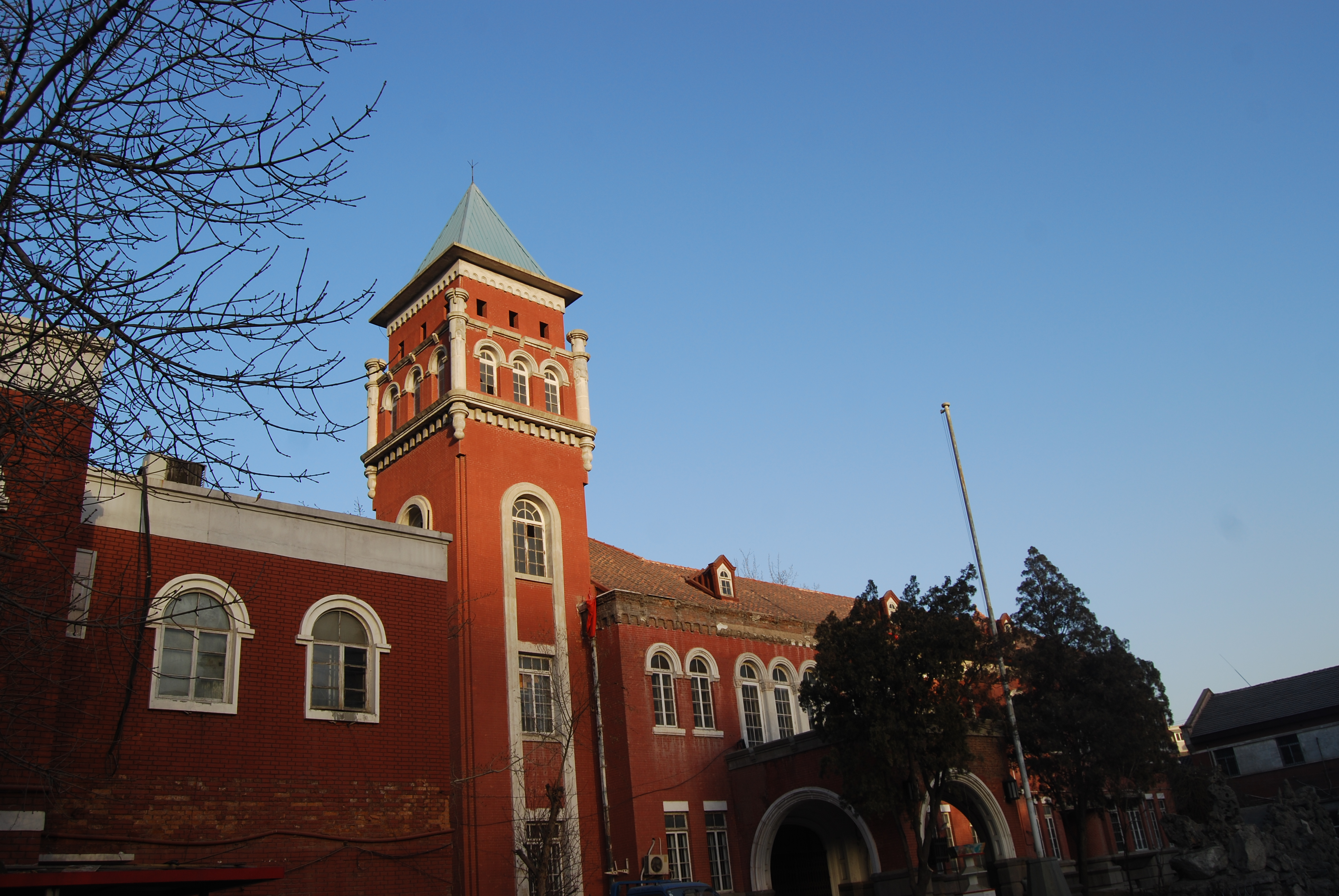
中国人民解放军天津市军事管制委员会

中国人民解放军天津市军事管制委员会是1949年1月中共占领天津后，对天津市实施军事管制的地方最高权力机关机关。驻法国公议局大楼(今承德道12号天津市文化局址)，1月22日迁至迪化道（今鞍山道）四十六、四十八号国民党天津警备司令部稽察处旧址，不久再次移到鞍山道59号（张园）与天津市委联合办公。所限范围为天津市区并东至塘沽、大沽，南至静海县，西至杨柳青，北至杨村。

## 历史
1948年11月8日，毛泽东批示“北平、天津、唐山、张家口解放在即，即刻准备接管干部及党政机构的配备，务于一个月至一个半月内准备完毕”，“华北局负责准备”。11月29日开始组建天津市的军事接管机构及党政领导机构。以冀察热辽中央分局为基干组成了中共天津市委班子。1948年12月13日，中共中央任命黄克诚为天津市委书记兼军管会主任，黄敬为天津市市长。黄敬在胜芳镇筹建接管天津市的军事管制委员会机构。12月15日中共中央批复华北局同意以黄克诚（市委书记）、黄敬（市委第一副书记）、黄火青（市委第二副书记）、许建国（市委社会部长）、张友渔、黄松龄、吴砚农（市委秘书长）、丘金、杨英（市委组织部长）等9人为中共天津市委委员，12月22日，中共中央军委发出关于平津管辖范围的指示指出，“天津方面军管会管辖范围亦应扩充为东至塘沽、大沽，南至静海，西至杨柳青，北至杨村。”12月28日，华北人民政府交通部部长武竞天在石家庄市主持召开接管天津动员大会，部署接管事宜。与此同时，抽调中央及华北局、华北人民政府、石门市委、渤海区党委、冀鲁豫区党委等部门的7400余名干部，集中在霸县胜芳镇整顿学习，准备参加接管工作。1949年1月9日，华北局电示由黄克诚、黄敬、黄火青、许建国、张友渔等5人组成中共天津市委常委会。
1949年1月15日13时30分天津战役结束。当天中国人民解放军天津区军事管制委员会成立，发布第一号布告，宣告天津市军事管制委员会开始行使职权。天津市人民政府同时成立，华北人民政府委任黄敬为天津市长，张友渔为副市长。位于南市华安大街的天津新华广播电台于15日下午18时开始连续播送军管会的《告天津人民书》和解放军入城《约法八章》。入城后按照“各按系统，自上而下，原封不动，先接后管”和“避免乱，必须稳，完整接收，免遭破坏”“原职、原薪、原制度”的方针和原则施行接管。2月中旬，全部接管工作结束。2月28日，“军管会”接管部召开接管工作总结会议，共接收大小公营企业和机关663个，接管工厂115个，仓库165处，机关、医院316处，大专院校4所，省立大专院校3所，省立中学4所，市立中学8所和小学122所。
1949年3月，在湖南尚未解放之时，中共中央就决定成立中共湖南省委，任命天津市委书记黄克诚为湖南省委书记，王首道为副书记，任命时任北平市委秘书长的湖南平江人石磊为中共长沙市委书记并恢复原名曹瑛。4月上旬，黄克诚报请中共中央批准后，调前冀察热辽中央分局干部到天津集结组成“中国人民解放军第四野战军湘江大队”，1949年5月26日乘火车从天律出发南下湖南。

## 组织架构
- 军事管制委员会主任黄克诚。1949年8月调任湖南省委第一书记兼湖南军区司令员、政委。
- 军事管制委员会副主任谭政、黄敬
- 军事管制委员会委员：黄克诚、谭政、黄敬、王世英、黄火青、许建国、李聚奎、钟伟、袁升平
- 办公厅
- 行政部
- （财经）接管部
  - 金融处
  - 对内对外贸易处
  - 仓库处
  - 交通处：共有115名干部和99名工勤人员。负责港口和航政、铁路、公路、邮政、电讯等部门共104个单位接管。处长冯树章（晋察冀边区交通局局长）/武竞天（未到职）/张文昂（未到职）。王大勇任第一副处长领导邮政组，胡瑞琪任第二副处长负责航政组。
    - 秘书室
    - 总务科
    - 工厂组：罗君成领导工厂组
    - 航政组接管了交通部天津航政局（张自忠路109号），管辖天津及整个华北海区，设青岛、秦皇岛、烟台、威海卫4个办事处。旧局长马涤源，军代表王化南）、招商局天津分局（滨江道5号，军代表蒲济生和范月亭）、招商局大沽修船厂（军代表李耀海）、交通部塘沽新港工程局（军代表石在，助理军事代表黄英夫，工运的周石永和王全江）、渤海仓库有限公司与政记轮船公司（军代表李华彬）、大沽海军造船所（军代表宋玉和）、从东北逃亡到天津的葫芦岛港务局等。[5]
    - 邮政组：军邮干部王大勇等21人

  - 铁路处：张国坚负责
  - 水利处
  - 农林处
  - 摩托处：含公路。冯树章负责。
  - 工业处：接管中国纺织建设股份有限公司天津第四、五厂
  - 卫生处：驻罗斯福路天贸大楼。接管负责人华北第三纵队卫生部部长王恩厚。旧局长陆涤寰，下属各市立医院、各卫生事务所、卫生学校等48个单位，收容了国军万名伤员。
  - 电讯处：华北军区司令部三处处长钟夫翔率领林爽、钱文极、宋德仁、哈文光、杨邨、刘凯、于侗等200多人负责接管天津电信局的6个分局、18个营业处、1个收信台，以及天津广播电台及原国民党资源委员会无线电公司天津无线电制造厂、资源委员会电工器材公司位于长春道的天津电工器材制造厂和一些小型的无线电生产厂、1个军用电讯仓库。
  - 不管处
- 文教接管部 部长黄松龄
  - 秘书处
  - 新闻出版处：《天津日报》社暨新华社天津分社1948年12月25日在胜芳镇成立。1月15日入城，接管了中央社天津分社（邵红叶为军代表、副代表谷峰）、民国日报社、益世报社、广播电台。1949年1月17日，《天津日报》创刊号问世。对旧有报纸颁布命令一律停刊，遭到中央批评“过于呆板，措词难于确切，容易为人所乘”，“是使自己陷于被动的办法”，“不合中央一九四八年十一月八日指示”[6]。为了挽救这一粗暴而不讲策略的接管办法带来的负面舆论影响，《大公报》津版由地下党组织徐盈、杨刚等人于1949年2月7日改为《进步日报》，杨刚任副总编辑兼党组书记。[7]
  - 教育处
  - 文艺处
- 市政接管处
  - 市政府本部
  - 民政接管组：1949年5月10日市民政局派出以李中垣、郝重远为正副组长的9人接管了天津广仁堂[8]全部资产；1949年8月与西关街的救济院合办天津市生产教养院，成为新型的人民福利团体。[9]
  - 财税接管组
  - 工商接管组
  - 工务接管组
  - 公用接管组
  - 教育接管组
  - 卫生接管组
  - 法院接管组：接管天津市法院系统的干部共计25人，分为人事组、物资组、总务组、监狱组。1949年1月17日晚，接管小组召开了第一次全体干部会议，决定对关押在原天津警备司令部督察处的200余名案犯严密看守，稳定案犯情绪；集中查找案犯卷宗；组织案犯登记填表，同时对国民政府转监关押的历史反革命、汉奸和刑事犯罪分子进行清理收押。对关押案犯中中共党员、干部、地下党人员、参加反饥饿反迫害斗争而被捕的工人、学生共计数十人，接管小组经请示后，认真查实，立即释放。
- 塘大军管分会
- 天津市纠察总队
- 中共天津市委员会：设秘书处、组织部、宣传部（与文教军管部为一套机构)、总务处、天津日报、党校（对外称政治训班)等工作机构。
- 天津市公安局局长许建国，副局长万晓塘。设置秘书（处长陈叔亮）、政保（处长张友恒）、经保（处长樊青典）、治安（处长张植凡，下设交通大队、消防大队）、行政（处长张行言）、人事（处长陈叔亮）等处，全市设13个公安分局。
- 11个区人民政府及塘大办事处，12个区委会（含塘大区)。

## 纪念
- 天津市军事管制委员会和中共天津市委旧址纪念馆（张园） ：为全国重点文物保护单位、天津市爱国主义教育基地